# Fruela II. (Asturien)

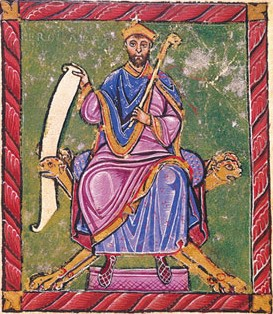
Fruela II.

Fruela II. der Aussätzige (* um 875; † 925) war König von Asturien und León. Er erbte Teile des Königreichs Asturien nach dem Tod seines Vaters Alfons III. von Asturien im Jahre 910, als das ursprüngliche Reich aufgeteilt wurde und sein ältester Bruder García mit dem neuen Königreich León den bedeutendsten Teil erhielt. 
Fruela bestieg den Thron von León 924, nachdem sein zweiter Bruder Ordoño II., der 910 Galicien erhalten hatte und 914 García I. in León nachgefolgt war, starb. Asturien ging in León auf. Fruela II. starb 925. Sein Sohn Alfonso Froilaz folgte ihm in León auf den Thron nach, konnte diesen aber gegen die Söhne Ordoños II., seine Vettern, nicht lange verteidigen.